# Piedimonte San Germano
Piedimonte San Germano – miejscowość i gmina we Włoszech, w regionie Lacjum, w prowincji Frosinone.
Według danych na rok 2004 gminę zamieszkuje 5108 osób, 300,5 os./km².
W Piedimonte San Germano koło Cassino działa duży zakład koncernu Fiat zajmujący się produkcją samochodów osobowych klasy C. Powstawał tu m.in. Fiat Tipo. Na przełomie lat 80. i 90. jego maksymalna zdolność produkcyjna sięgała około 400 tys. sztuk rocznie. W późniejszym okresie została zredukowana, prawdopodobnie do 200 tys. sztuk rocznie.